# Transforming growth factor
Der Transforming Growth Factor (Abk. TGF, deut. Transformierender Wachstumsfaktor) ist ein zu den Zytokinen zählendes Signalmolekül. Er ist namensgebend für die TGF-Signalwege. TGF spielen eine sehr wichtige Rolle bei der embryonalen Entwicklung und der Differenzierung von Zellen und Geweben. Sie werden in verschiedene Gruppen eingeteilt: in die TGFα sowie die TGFβ.
Die beiden Gruppen von Zytokinen sind weder strukturell miteinander verwandt, noch nutzen sie ähnliche Signalwege. Die Benennung hat historische Gründe.

## Typen

### TGFα
TGFα wurde bislang in Nagetieren und dem Menschen nachgewiesen. Es handelt sich um ein säure- und hitzebeständiges Protein, das sich zu 33 % homolog zum Epidermal Growth Factor (EGF) verhält. TGFα wird von einer Vielzahl von veränderten Zellen, Tumoren, embryonalen und adulten Zellen produziert; es wurde auch im Urin von Krebspatienten nachgewiesen. Dieses Protein hat eine Molekülmasse von 5,5 kDa. Die genetische Information von TGFα wird im Chromosom 2 codiert.

### TGFβ
TGFβ ist ein stark konserviertes Protein (Mr ca. 13 kDa), das als Homodimer vorliegt. Es wurde bislang in drei verschiedenen Typen, die sich sehr ähnlich sind (TGFβ 1 bis 3), bei Säugetieren identifiziert. Die TGFβ-Polypeptide sind multifunktional. Sie sind fähig, die Zellproliferation, Zelldifferenzierung und andere Funktionen in einem weiten Spektrum verschiedener Zellen zu beeinflussen. Dazu gehört beispielsweise die direkte anti-inflammatorische Wirkung von TGFβ auf TH1-Zellen. TGFβ wirkt über einen Membranrezeptor mit   Serin/Threonin-Kinase-Aktivität. Bei TGFβ handelt es sich um ein lokales Zytokin, das im Zusammenhang mit Heilungsprozessen und Fibrosierung von Gewebe sowie mit relevanter Bedeutung beim kardialen Remodeling und beim Herzversagen nach Myokardinfarkt steht.
TGFβ 1 - 3 ist Teil der übergeordneten TGFβ-Familie, zu der weitere Zytokine wie die BMPs zählen.